# Liste der Wappen in Abrantes
Die Liste der Wappen in Abrantes zeigt die Wappen der Freguesias des portugiesischen Kreises Abrantes.

## Município de Abrantes

Abrantes
Lage von Abrantes in Portugal

## Wappen der Freguesias

Freguesia Bemposta
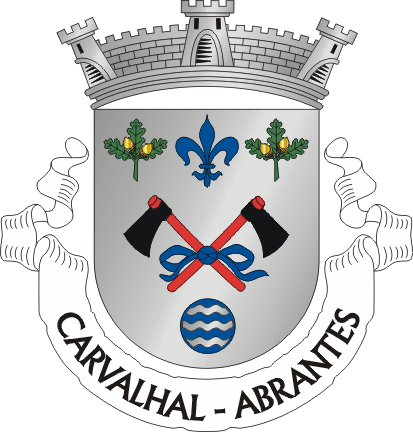
Freguesia Carvalhal
Freguesia Fontes
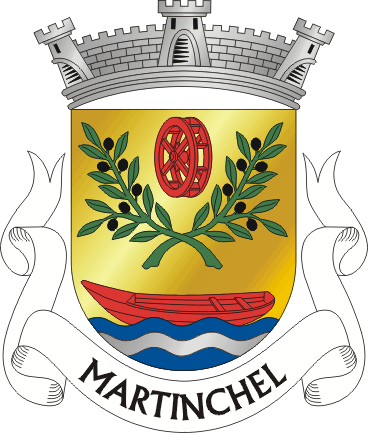
Freguesia Martinchel
Freguesia Mouriscas
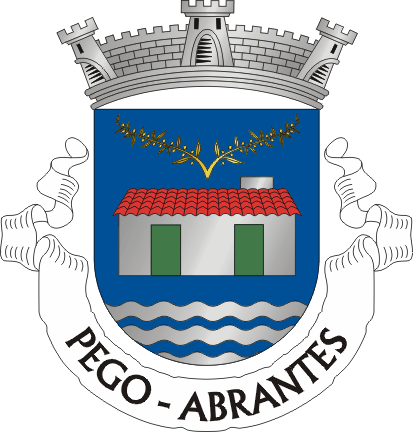
Freguesia Pego
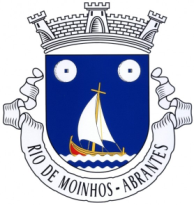
Freguesia Rio de Moinhos
Vila Tramagal

## Wappen der ehemaligen Freguesias

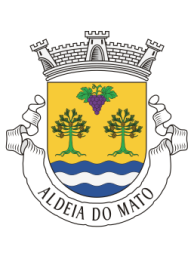
Freguesia Aldeia do Mato
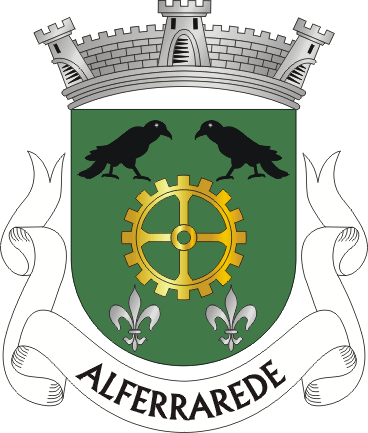
Freguesia Alferrarede
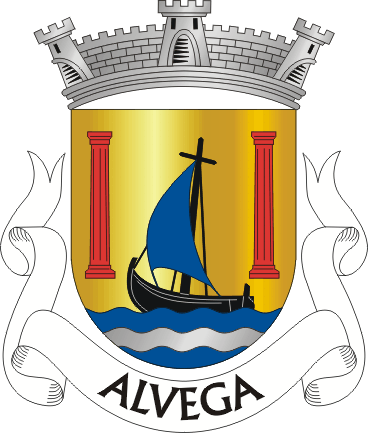
Freguesia Alvega
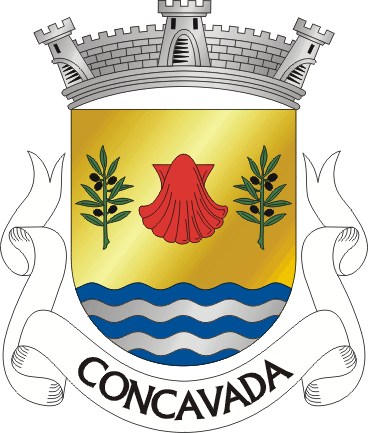
Freguesia Concavada
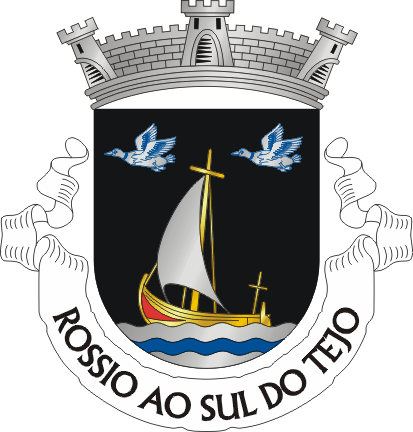
Freguesia Rossio ao Sul do Tejo
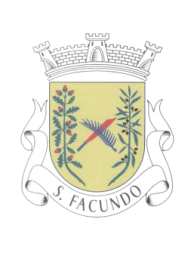
Freguesia São Facundo
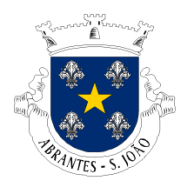
Freguesia São João
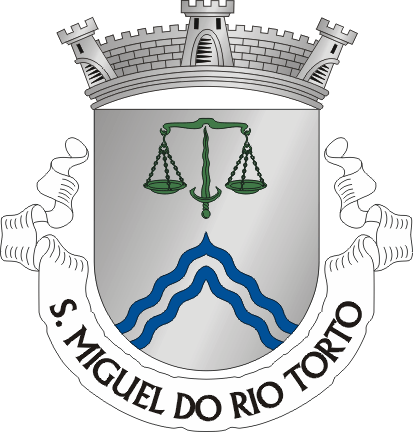
Freguesia São Miguel do Rio Torto
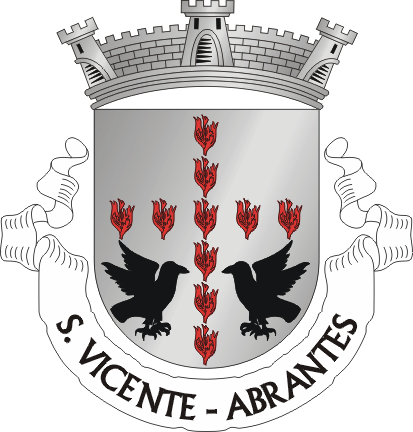
Freguesia São Vicente
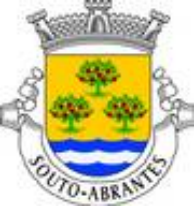
Freguesia Souto
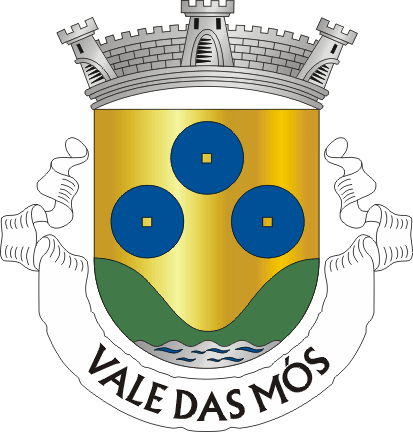
Freguesia Vale das Mós